# Joëlle Tuerlinckx
Joëlle Tuerlinckx (Brussel, 1958) is een Belgische beeldende kunstenares.

## Situering
In het beeldend werk van Tuerlinckx zijn film, video en installaties nauw met elkaar verbonden. In 1994 begon haar internationale loopbaan. Ze nam deel aan belangrijke internationale groeps- en solotentoonstellingen, waaronder Pas d'Histoire, Pas d'Histoire, een solotentoonstelling bij galerij Witte de With, Rotterdam. Inside the Visible ICA (Institute of Contemporary Art) in Boston, het Museum of Women in the Arts in Washington, de Whitechapel in Londen, en de Art Gallery of Western Australia in Perth in 1996/97, Lost in Space in 1997 in het Kunstmuseum Luzern, Manifesta 3 in Ljubljana in 2000, Orbis Terrarum in Antwerpen, en WORLD[K] IN PROGRESS in WIELS, Brussel en het Haus der Kunst in München in 2013.
In 1999 had ze in België twee solotentoonstellingen. Eén in het SMAK in Gent onder de titel This book, like a book, Exposition, en reisde daarna onder de subtitel 2ième version door naar het FRAC Champagne-Ardenne te Reims. Nieuwe Projecten D.D. - Nouveaux Projets D.D. was de titel van haar andere solotentoonstelling in het Museum Dhondt-Dhaenens in Deurle.
Tuerlinckx werd vertegenwoordigd door Stella Lohaus Gallery in Antwerpen.

## Tentoonstellingen (selectie)
- Pas d’histoire, pas d’histoire, Witte De With, Rotterdam, 12 november - 31 december 1994.
- Inside the Visible: Alternative views of 20th century art through women’s eyes, ICA Boston / National Museum of Women in the Arts Washington/ Whitechapel Gallery Londen/ Art Gallery of Western Australia, Perth, 1996/97.
- Walking and Thinking and Walking in 'NowHere', Louisiana Museum of Modern Art, Humlebæk, 1996.
- Lost in Space, Kunstmuseum Luzern, Luzern, 1997.
- Dag en Nacht. MUSEUM OPEN 24/24, Provinciaal Centrum voor Beeldende Kunst — Begijnhof, Hasselt, 1997.
- This book, like a book - Exposition, S.M.A.K., Gent, 7 januari tot 7 februari 1999.
- This book, like a book - Exposition, 2ième version, FRAC Champagne-Ardenne, Reims, 1999.
- Nieuwe Projecten D.D. - Nouveaux Projets D.D., Museum Dhondt-Dhaenens, Deurle, 1999.
- Combi de la nuit, Manifesta 3, Ljubljana, 23 juni tot 24 september 2000.
- Orbis Terrarum, Ways of Worldmaking, Museum Plantin-Moretus, Antwerpen, 22 juni tot 24 september 2000.
- A Stretch Museum Scale 1:1', proposition for a stretched walk in a compact museum, Bonnefantenmuseum, Maastricht, 11 februari 2001 tot 6 mei 2001.
- AQUI HAVIA HISTORIA-CULTURA AGORA 0, a proposal for Documenta 11, Documenta 11, Fridericianum Museum, Kassel, 8 juni 2002 tot 15 september 2002.
- Chicago Studies: Les Étants Donnés. The Renaissance Society, Chicago, 4 mei tot 15 juni 2003.
- BILD, oder (MIT DEM FUSS IN DER REALITÄT) met Willem Oorebeek, Badischer Kunstverein, Karlsruhe, 4 juli tot 5 september 2004.
- Joëlle Tuerlinckx: Drawing Inventory, The Drawing Center, New York, 25 februari tot 22 april 2006.
- NICHTS, Schirn Kunsthalle, Frankfurt, 12 juli tot 1 oktober 2006.
- LE PRÉSENT ABSOLUMENT, Galerie nächst St. Stephan, Wenen, 26 april tot 28 juni 2008.
- 64 EXPOSITIONS-MINUTE. SUR MESURE, ÉCHELLE VARIABLE, MAMCO, Genève, 21 februari tot 6 mei 2007.
- UN COUP DE DÉS. Writing Turned Image. An Alphabet of Pensive Language, Generali Foundation, Wenen, 19 september tot 23 november 2008.
- WORLD[K] IN PROGRESS, WIELS, Brussel, Haus der Kunst, München, 9 juni tot 29 september 2013
- Nothing for eternity, Kunstmuseum Basel, Bazel, 5 oktober 2016 tot 17 april 2017
- THAT’S IT!, Dia:Beacon, New York, 24 tot 30 september 2018
- La Fabrique d’un Single screen, Kunsthal Gent, Gent, 20 september 2019 tot ∞